# Johannes Laurentii Laurbergius
Johannes Laurentii Laurbergius, född 1615, död 1662, var en svensk präst, språkvetare och professor vid Uppsala universitet.
Johannes Laurentii Laurbergius växte upp i en bondefamilj i Hammarön. Han började studera vid Uppsala universitet 1631 och från 1637 reste han sedan utomlands för att förkovra sig. Vid återkomsten 1642 utnämndes han till magister och filosofie adjunkt och sedan 1643 till professor i Orientens lingvistik. Efter att ha insjuknat i sinnessjukdom ansökte han om och tillträdde 1661 en tjänst som kyrkoherde i Köla pastorat i Värmland.
Han gifte sig 1645 med Anna Kempensköld, dotter till riddarhussekreteraren Samuel Kempenskiöld.